# Сафарян, Нвер Георгиевич
Нве́р Гео́ргиевич Сафаря́н (арм. Նվեր Գևորգի Սաֆարյան; 10 [23] октября 1907, Эрджиш — 28 сентября 1982, Ереван) — советский военачальник армянского происхождения, участник Великой Отечественной войны. Генерал-майор (20.12.1943).
Командир 295-й (1942), затем 89-й стрелковых дивизий (1943—1946). Под его командованием 89-я стрелковая Таманская Краснознамённая ордена Красной Звезды дивизия участвовала в штурме Берлина. Депутат Верховного Совета Армянской ССР VIII созыва (1971—1975).

## Биография

### Ранние годы
Нвер Георгиевич Сафарян родился 10 (23) октября 1907 года в городе Эрджиш Западной Армении. По национальности — армянин.
После гибели отца в 1915 году во время геноцида армян на территориях, контролируемых властями Османской империи, мать Нвера с двумя детьми с большим трудом добралась до Эчмиадзина, где в 1919 году скончалась от болезни. Нвер остался сиротой и попал в Ошаканский дом сирот. С 12 лет Нверу пришлось добывать свой кусок хлеба, работая на богатых хозяев.
В 1923 году поступил, а в 1927 году окончил Ереванскую объединённую военную школу имени Александра Мясникяна, а в 1940 году — Военную академию имени М. В. Фрунзе.
С 1927 года Н. Г. Сафарян занимал должность командира взвода 3-го полка, а с 1933 года — должность командира роты в Краснознамённой Армянской дивизии имени К. Е. Ворошилова. В 1930 году вступил в ВКП(б). 29 мая 1936 года награждён орденом «Знак Почёта».
В 1940 году Н. Г. Сафарян назначен начальником штаба 170-го стрелкового полка 58-й стрелковой дивизии Киевского особого военного округа.

### В годы Великой Отечественной войны
В начале Великой Отечественной войны Н. Г. Сафарян сражался против немецко-фашистских захватчиков в приграничном городе Надворная (ныне Ивано-Франковской области Украины). 5 августа 1941 года попал в плен, но в дальнейшем был освобождён.
В октябре 1941 года в должности начальника штаба 658-го полка 218-й стрелковой дивизии Н. Г. Сафарян принимал участие в обороне украинских городов Днепропетровск и Сталино (ныне Донецк), а особо отличился в боях за Ворошиловград. За умелую подготовку технических задач подполковник Н. Г. Сафарян был представлен к ордену Красной Звезды, но был удостоен более высокой награды: 31 мая 1942 года был награждён орденом Красного Знамени. Как писал командир 218-й дивизии, генерал-майор Алексей Павлович Шарагин, в боях с немецкими захватчиками находясь всё время на передовой линии фронта Н. Г. Сафарян умелой разработкой технических задач обеспечил выполнения заданий, ставившихся 658 стрелковому полку. В боях за населённые пункты Сентяновка Ворошиловградской области задача сдержать прорвавшегося противника была выполнена и враг остановлен и отброшен назад, освобождены при этом населённые пункты — Фрунзе, Красноговорка, Гремучий, Крипаки, Петроград, Донецк, Пугачёвка, Желобок, станции Шипилово, Карбонит, Светланово. Находясь в обороне на протяжении полутора месяцев Н. Г. Сафарян построил систему использования огневых средств полка на фронте 17 километров, и всегда пресекал огнём попытки немцев к активным действиям. Во всех боевых действиях подполковник Сафарян личным примером воодушевлял бойцов и командиров полка к смелым и решительным действиям.
С 15 июня по 28 декабря 1942 года полковник Н. Г. Сафарян командовал 295-й стрелковой дивизией, участвовал в обороне Кавказа.
Имя Н. Г. Сафаряна неразрывно связано с 89-й стрелковой дивизией, командиром которой он стал 19 февраля 1943 года. С сентября 1943 года он участвовал в освобождении Новороссийска и Таманского полуострова. 25 октября 1943 года полковник Н. Г. Сафарян был награждён орденом Суворова II степени. Как писал командующий 18-й армией, генерал-полковник Константин Николаевич Леселидзе, полковник Сафарян, командуя дивизией в боях с немецкими захватчиками по изгнанию их с Низовья Кубани и Таманского полуострова, организовал точное выполнение боевых приказов. 16 сентября 1943 года части дивизии прорвав оборону противника и сломив сопротивление в районе горы Долгая (северо-восточнее Новороссийска), успешно преследовали его, с боями овладели горой Долгая, населёнными пунктами Верхнебаканский, Натухаевская, хуторами Курбацкий, Красный Курган, Красная Гостагайка, Суворово-Черкесский и горой Поливодино.
Постановлением Совета народных комиссаров СССР от 20 декабря 1943 года № 409 за умелое и твёрдое управление действиями 89-й дивизии Н. Г. Сафаряну было присвоено воинское звание генерал-майора.
С апреля 1944 года Н. Г. Сафарян участвовал в освобождении Керчи и Севастополя, затем Польши. 16 мая 1944 года был награждён орденом Кутузова II степени. С апреля 1945 года участвовал в штурме Франкфурта-на-Одере и Берлина. 4 марта 1945 года генерал-майор Н. Г. Сафарян был награждён орденом Красного Знамени. Как писал командир 16-го стрелкового корпуса, генерал-майор Ерофей Владимирович Добровольский, в боях по прорыву вражеской обороны противника на западном берегу реки Висла, части, руководимые Н. Г. Сафаряном показали себя с хорошей стороны. В период преследования противника в районах Русский Бруд, Калиш, Цюллихау оставались большие группировки противника в лесах, которые перерезали дороги и угрожали тылам дивизии и нарывали обеспечение частей боеприпасами и продовольствием. На 89-ю стрелковую дивизию была возложена задача ликвидации группировок противника в лесу, несмотря на большие группировки и тяжёлые условия Н. Г. Сафарян умело организовал прочесывание лесов и борьбу на уничтожение группировок, нанеся большой урон в живой силе и технике противнику, в результате чего группировки были уничтожены. При форсировании реки Одер части дивизии с успехом форсировали реку и закрепились на плацдарме.
После штурма Берлина бойцы 89-й стрелковой дивизии станцевали армянский победный танец Кочари у стен Рейхстага. Как вспоминали солдаты 89-й дивизии, после окончания Великой Отечественной войны Н. Г. Сафарян поручил им:
Мы со славой окончили войну и со славой должны войти в Армению, и поэтому даю задание поймать оленя и  его рога прикрепить к головному вагону поезда.
Н. Г. Сафарян был настоящим патриотом, всегда отдавал приказы только на армянском, умел поднять дух бойцов в самой тяжёлой ситуации. Говорят, что приняв командование, он собрал всех старших командиров дивизии и сказал: «Карс и Эрзрум не обещаю, но до Берлина доведу!».
Указом Президиума Верховного Совета СССР 31 мая 1945 года генерал-майор Н. Г. Сафарян награждён орденом Кутузова II степени. Как писал командир 38-го стрелкового корпуса, генерал-лейтенант Алексей Дмитриевич Терешков, 89-я стрелковая дивизия, под командованием генерал-майора Сафаряна, после упорных боёв за город Франкфурт и на промежуточных рубежах на подступах в город Берлин совершила 150 км и с хода получила боевую задачу на штурм города Берлина. Преодолевая яростное сопротивление противника в уличных боях и нанося огромный урон в живой силе и технике, части дивизии умело штурмуя препятствия настойчиво продвигались вперёд, отбивая квартал за кварталом города Берлина. Дерзкими действиями частей дивизии организованная оборона немцев была нарушена. В результате умелого обходного манёвра немецкая крепость в парке Хумбольд Хальд была блокирована, а её гарнизон вынужден был полностью капитулировать. Благодаря умелому взаимодействию пехоты с другими родами войск и успешным действием созданных штурмовых групп дивизия под командованием генерал-майора Сафаряна поставленные перед ней задачи в течение четырёх дней напряжённых боёв успешно выполнила. В ходе этих боёв дивизией уничтожено 297 немецких солдат и офицеров, 9 разных орудий, 2 танка, захвачено в плен 5128 немцев, взяты большие трофеи.

### После войны
В 1949 году в связи с болезнью Н. Г. Сафарян был уволен из армии. С 1956 года проживал в городе Ереване, по адресу — ул. Исаакяна, дом 38. Вёл военно-патриотическую работу.
В 1971 году Н. Г. Сафарян был избран депутатом Верховного Совета Армянской ССР VIII созыва.
Нвер Георгиевич Сафарян скончался 28 сентября 1982 года в Ереване. Похоронен в Ереванском городском пантеоне.

## Награды
Советские государственные награды:
- орден Ленина (1948) — за выслугу 25 лет в советской армии[1][22]
- четыре орденов Красного Знамени (в том числе: 31 мая 1942[4], 3 ноября 1944 — за выслугу 20 лет в советской армии[1], 4 марта 1945[5])
- орден Суворова 2-й степени (25 октября 1943[6])
- два ордена Кутузова 2-й степени (16 мая 1944[3], 31 мая 1945[3])
- орден «Знак Почёта» (29 мая 1936[3])
- медали, в том числе:
  - медаль «За оборону Кавказа»[4]
  - медаль «За победу над Германией в Великой Отечественной войне»
  - медаль «За взятие Берлина»
  - медаль «За освобождение Варшавы».
  - медаль «Ветеран Вооружённых Сил СССР» (1976)[1]

Иностранные награды:
- крест Храбрых (Польша)
- медаль «Заслуженным на поле Славы» (Польша)
- медаль «За Варшаву 1939—1945» (Польша).

## Память
В 1975 году был снят документальный фильм «Нвер Сафарян», в котором использовались последние прижизненные съёмки Н. Г. Сафаряна.
Именем Н. Г. Сафаряна названа улица в Ереване. В 2005 году именем Н. Г. Сафаряна названа Ереванская средняя школа № 164 (основана в 1973 году), перед школой установлен памятник — бюст полководца. В память о Н. Г. Сафаряне в Ереване установлена мемориальная доска на доме, где он жил с 1956 по 1982 год (ул. Исаакяна, дом 38).
Личные вещи, в том числе военные кители Н. Г. Сафаряна, хранятся в Военно-историческом музее Министерства обороны РА «Мать — Армения», в Национальном историческом музее Армении.
- Ереван, ул. Исаакяна, дом 38, в котором жил Н. Г. Сафарян
- Мемориальная доска на доме Н. Г. Сафаряна
- Ереван, бюст Н. Г. Сафаряна перед школой № 164
- Андраник Саркисян и Нвер Сафарян — командиры 89-й стрелковой дивизии. Почтовая марка Армении, 1995 год